# Hucksjöåsen
Hucksjöåsen är en by i Hällesjö distrikt (Hällesjö socken) i Bräcke kommun belägen mellan Bräcke och Kälarne. Byn är mest känd för Harald Erikssons fjärilsmuseum.